# Długie (powiat włocławski)
Długie – wieś w Polsce położona w województwie kujawsko-pomorskim, w powiecie włocławskim, w gminie Izbica Kujawska.
W latach 1975–1998 miejscowość należała administracyjnie do województwa włocławskiego. Według Narodowego Spisu Powszechnego (III 2011 r.) liczyła 155 mieszkańców. Jest szesnastą co do wielkości miejscowością gminy Izbica Kujawska.
14 września 1782 r. urodziła się tutaj Tekla Justyna Chopin, matka Fryderyka Chopina.